# The Sun (New York)
The Sun byly noviny vydávané v New Yorku v letech 1833 až 1950. Byly považovány za jedny ze tří seriózních novin, které zde v té době vycházely.

## Historie
Noviny The Sun začaly vycházet 3. září 1833 jako ranní deník. Prvním editorem byl Benjamin Day, který je autorem sloganu novin „It Shines for All“ („Svítí pro všechny"). Večerní vydání The Evening Sun začalo vycházet v roce 1887. V roce 1916 noviny koupil Frank Munsey a sloučil večerní Evening Sun s novinami New York Press. Za nějaký čas bylo také ranní vydání novin The Sun sloučeno, a to s novinami New York Herald, vznikly tak noviny The Sun and New York Herald. V roce 1920 Munsey The Sun and New York Herald opět rozdělil, ukončil vydávání The Evening Sun a z novin The Sun se stal večerní deník. Takto byly tyto noviny vydávány až do 4. ledna 1950, kdy byly sloučeny s deníkem New York World-Telegram pod názvem New York World-Telegram and Sun. Od roku 1966 jsou tyto noviny součástí New York World Journal Tribune.
V letech 2002–2008 vycházely v New Yorku noviny The New York Sun, které však kromě části názvu neměly s novinami The Sun nic společného.

## Významné články
The Sun se poprvé proslavila sérií článků z roku 1835 o pozorování astronoma Johna Herschela, který podle článků pozoroval na Měsíci život. Tato série článků se proslavila jako Great Moon Hoax. 13. dubna 1844 byla publikována další mystifikace, nazvaná později "The Balloon-Hoax", jejímž autorem byl Edgar Allan Poe. Mystifikace informovala o cestě balónem přes Atlantik.
Noviny prosluly článkem z roku 1897 nazvaným „Is There a Santa Claus?“, od F. P. Churche.